# 蔡曉童
蔡曉童（1998年12月5日—），藝名童童，是香港YouTuber，也是網上短片平台小薯茄的成員。她外貌可愛加上在小薯茄的短片中演技出色而受到歡迎。

## 演出經歷
小學時因在荃灣大會堂演出兒童舞台劇《西遊記三打白骨精》而喜愛演戲。大學時期，在拍攝小薯茄創辦人之一高江凌（高Ling）的畢業作品時認識了他，因為蔡曉童覺得小薯茄名字好聽和希望有更多演出機會，所以加入小薯茄直到現在。
於短劇中經常飾演程仁富（程人富）的女朋友，劇中程人富經常激怒她，而令她動刀動槍的情節最為人津津樂道。

## 音樂作品

### 單曲
| 推出日期 | 曲目  | 作曲           | 填詞 | 編曲   | 監製           | 備註                       |
| 2025年   |       |                |      |        |                |                            |
| 5月9日   | Siu 4 | 陳奐仁／何秉舜 | 小克 | 陳奐仁 | 陳奐仁／唐湘智 | 旨呈 Featuring 童童 & Pony |

## 演出作品

### 微電影
| 年份 | 名稱           | 飾演         |
| ---- | -------------- | ------------ |
| 2018 | 得啖笑         | 黑社會大家姐 |
| 2019 | 男兒Don't入樽  | 童童         |
| 2020 | 如果距離看不見 | 蔡曉童       |

### 電影
- 《1人婚禮》(2023年)
- 《死屍死時四十四》(2023年)

### 舞台演出
- 2021年：試當真「《試當真一週年現場版》（暫名）」
- 2022年：小薯茄「《小薯茄It’s party time 》」飾演 童童
- 2023年：「《死鬼老婆》」飾演 李子彤
- 2025年：「《Suck樂園》」

### 電視節目（ViuTV）
- 2022年：ViuTV MM730—粉絲福利署（主持）

### 電視劇（ViuTV）
- 2023年：《那年盛夏我們綻放如花》　飾　關家雯

### 遊戲配音
- 2022年：跑Online（露璐亞）

### MV
- 2023年：Fatboy《Jap Jap》
- 2024年：黃妍《黃言》
- 2025年：鄺旨呈《Siu 4》
- 2025年：盧瀚霆《你都有今日》

## 外部連結
- YouTube上的蔡曉童頻道
- 蔡曉童的Facebook專頁
- 蔡曉童的Instagram帳戶